# Televisão Santomense
Televisão Santomense, nota anche con l'acronimo TVS, è l'ente televisivo misto pubblico-privato di São Tomé e Príncipe. Trasmette dalla capitale São Tomé in portoghese e in forro.

## Storia
TVS debuttò sperimentalmente negli anni ottanta passando per varie tappe, operando prima dagli studi di Rádio Nacional, poi dalla scuola "Patrice Lumumba" e dal Palazzo dei Congressi, fino alla costruzione di una vera sede televisiva, inaugurata l'11 settembre 1992 grazie alla collaborazione portoghese. 
Il 13 settembre Televisão Santomense iniziò le sue trasmissioni regolari, operando per molti anni in regime di monopolio.
Il palinsesto di TVS ha fatto un significativo passo in avanti nel 2015, passando da un'offerta di 8 ore giornaliere ad una di 24 su 24, e un anno dopo rendendosi disponibile anche online.
Il canale propone diverse edizioni del notiziario Telejornal, il contenitore mattutino Manha na TVS, serie televisive come Nas nossas mãos e telenovelas come A força do querer, la rubrica di medicina Consultório médico, il programma musicale Vozes d'Obô e programmi didattici come Crazy English.
Ma un particolare interesse nel pubblico è riscosso dai programmi sportivi, soprattutto dal calcio.
TVS trasmette gli incontri di calcio di ciascuna delle principali squadre della Liga Insular de São Tomé e, a volte, della Liga Insular do Príncipe.
Propone anche le partite delle coppe regionali, sia la coppa di São Tomé che la coppa di Príncipe.
Segue tutti gli incontri del campionato nazionale e della coppa di São Tomé e Príncipe alla fine dell'anno.
All'inizio dell'anno propone, invece, supercoppa di São Tomé e Príncipe. Trasmette anche qualche incontro di coppa del mondo FIFA.
Nel 2022 l'ente è stato parzialmente privatizzato, cedendo il 51% della proprietà a Visabeira Global, società di telecomunicazioni portoghese.

## Programmi
- Telejornal, notiziario
- Legi Tela
- Nós por lá
- Voz da mulher
- Aula aberta
- Crazy English, programma didattico
- Principe Convida
- Manha na TVS, contenitore mattutino
- Consultório médico, programma di medicina
- Diálogo à tarde
- Vozes d'Obô, programma musicale
- Nas nossas mãos, serie televisiva
- A força do querer, telenovela

## Servizi

### Televisione
| Nome                 | Sede     | Тipo        | Lancio | Lingua             |
| -------------------- | -------- | ----------- | ------ | ------------------ |
| Televisão Santomense | São Tomé | generalista | 1992   | portoghese e forro |

## Ricezione

### Terrestre
Televisão Santomense trasmette in standard DVB-T HD.

### Streaming
Televisão Santomense in streaming